# Innamorarsi alla mia età
Innamorarsi alla mia età è un album del cantante spagnolo Julio Iglesias, pubblicato nel 1979 in lingua italiana. Nello stesso anno il regista iberico Orlando Jimenez Leal girò, nello stile dei musicarelli anni 60, il film omonimo.

## Liste tracce
1. Non si vive così (Billion, Revaux, Belfiore) 4:47
2. Innamorarsi alla mia età (Alejandro, Magdalena, Belfiore) 5:09
3. Quasi un Santo (De La Calva, Arcusa, Iglesias, Belfiore) 2:58
4. La nostra buona educazione (Genovese, Belfiore) 3:42
5. Un giorno tu un giorno io (De La Calva, Trim, Arcusa, Belfiore) 3:00
6. Se tornassi... (Hammond, Gomez, Belfiore) 2:48
7. A meno che (Iglesias, De La Calva, Arcusa, Belfiore) 4:51
8. Quando si ama davvero (Roing, Belfiore) 4:15
9. Chi mi aspettava non è più la (Ramos, Belfiore) 3:30
10. Amo te (De La Calva, Trim, Arcusa, Belfiore) 3:33

## Fonti
- LP CBS 83957 1979